# Begonia staudtii
Espèce
Synonymes
- Begonia staudtii var. dispersipilosa Irmsch.[1]

Begonia staudtii est une espèce de plantes de la famille des Begoniaceae.
L'espèce fait partie de la section Loasibegonia.
Elle a été décrite en 1904 par Ernest Friedrich Gilg (1867-1933).

## Étymologie
Son épithète spécifique staudtii rend hommage au botaniste allemand Alois Staudt.

## Répartition géographique
Cette espèce est originaire des pays suivants : Cameroun ; Nigeria.

## Liste des variétés
Selon Tropicos (23 février 2017) (Attention liste brute contenant possiblement des synonymes) :
- variété Begonia staudtii var. caloskiada N. Hallé
- variété Begonia staudtii var. dispersipilosa Irmsch.
- variété Begonia staudtii var. staudtii